# 南方真鮰
南方真鮰為輻鰭魚綱鯰形目北美鯰科的其中一種，分布於中美洲墨西哥、貝里斯、瓜地馬拉的淡水流域，體長可達73公分。

## 擴展閱讀
維基物種上的相關：南方真鮰